# Vojno letalstvo Sovjetske zveze
Vojno letalstvo Sovjetske zveze (rusko Военно-воздушные силы, kratica VVS) je bilo uradno poimenovanje vojnega letalstva Sovjetske zveze. Drugi rod je bila Protizračna obramba Sovjetske zveze, ki je bila neodvisna od VL.
Vojno letalstvo je bilo ustanovljeno kot Delavsko-kmečka zračna flota (Рабоче-крестьянский воздушный флот) 24. maja 1918 in je nasledilo Imperialno vojno letalstvo. 28. marca 1924 je postalo Uprava Vojnega letalstva SZ, 1. januarja 1925 pa Uprava Delavsko-kmečkega vojnega letalstva Rdeče armade. Postopoma je bil njegov vpliv na konstrukcijo letal vse večji. V začetku je bila njegova sestava podobna organizaciji pehotnih rodov vojske in je bila sestavljena iz zračnih armad, letalskih divizij in letalskih polkov.
Po nastanku sovjetske države so na več načinov poskušali posodobiti in razširiti proizvodnjo letal. Ta prizadevanja je vodil general Alksnis, verjetno kasnejša žrtev Stalinovih čistk leta 1938. Domača proizvodnja letal se je v začetku 1930-tih zelo povečala. V tem času sta nastali lovski letali Polikarpova I-15 in I-16, ter bombniki Tupoljeva, Polikarpova in Iljušina TB-1, TB-2, TB-3, SB-2, SBbis in DB-3.
Ena od prvih večjih preskušenj sovjetskega letalstva je prišla s špansko državljansko vojno, v kateri so se spopadla najsodobnejša letala tistega časa, tako sovjetska kot nemška. Najprej so se lovci I-16 izkazali kot boljši od kateregakoli nemškega lovca Luftwaffe in so se uspešno borili proti njim. Vendar so Sovjeti zavrnili oskrbovanje teh letal v zadostnem številu in njihove zračne zmage so se kmalu zmanjšale zaradi omejene rabe. Kasneje dostavljeni nemški lovci Bf 109, ki so jih prejeli Francovi španski nacionalisti, so zagotovili premoč v zraku. Porazi v Španiji so sovpadali s Stalinovimi čistkami vojaških osebnosti, ki so močno vplivale na bojne sposobnosti hitro rastočega sovjetskega vojnega letalstva. Novi častniki so imeli premalo letalnih in bojnih izkušenj, poveljniki, ki so bili priča usodi Alksnisa in drugih, pa so bili premalo samoiniciativni, za manjše odločitve so iskali odobritve v Moskvi in vztrajali da se njihovi piloti podrejajo standardnim in predvidljivim postopkom tako za zračni boj kot obrambo.
19. novembra 1939 so poveljstvo Vojnega letalstva spet imenovali Glavna uprava Vojnega letalstva Rdeče armade.